# Борис Годунов (фильм, 2011)
«Борис Годунов» — российская кинодрама, снятая в 2011 году режиссёром Владимиром Мирзоевым по одноимённой исторической трагедии А. С. Пушкина. Премьера фильма состоялась в ноябре 2011 года. Режиссёр перенёс действие пьесы в наши дни.

## Сюжет
Действие перенесено примерно в наши дни. Картина открывается со сцены убийства в Угличе юного наследника российского престола неизвестными. Проходит несколько лет. Бориса Годунова уговаривают принять оставшийся вакантным престол, несмотря на его сомнения. В ходе пресс-конференции думный дьяк сообщает о решении Годунова взойти на царство. Народ обсуждает у телевизора это решение. За спиной царя идёт тайная подковёрная борьба нескольких боярских группировок за доминирование при новой власти. Годунова, взошедшего на престол, навязчиво преследует видение убитого им мальчика. Тем временем инок Григорий Отрепьев прячется в Чудовом монастыре. После разговора с Пименом он узнаёт тайну убийства, бежит из монастыря и решает попытаться прийти к власти. Заручившись иностранной помощью и собрав войско, Григорий направляется на Москву.

## В ролях
- Максим Суханов — Борис Годунов
- Андрей Мерзликин — Григорий Отрепьев
- Леонид Громов — Василий Шуйский
- Дмитрий Певцов — Воротынский
- Агния Дитковските — Марина Мнишек
- Валентинас Масальскис — Ежи Мнишек
- Валентин Варецкий — Вишневецкий
- Пётр Фёдоров — Пётр Фёдорович Басманов
- Рамиль Сабитов — Пушкин
- Леонид Парфёнов — Щелкалов
- Михаил Козаков — отец Пимен
- Андрей Ташков — Патриарх Иов
- Игорь Воробьёв — игумен Чудова монастыря
- Ольга Яковлева — Рузя
- Сергей Шеховцов — Варлаам
- Дмитрий Волков — Мисаил
- Захар Хунгуреев — царевич Фёдор, сын Годунова
- Станислав Сухарев — Семён Годунов
- Елена Шевченко — жена Годунова
- Софья Федорова-Рошаль — Ксения Годунова
- Родион Иванов — царевич Дмитрий
- Анна Чурина — Мария, мать царевича Дмитрия
- Валерия Приходченко — мамка царевича
- Царские стольники — Артём Артемьев и Алексей Фаддеев
- Юродивые — Сергей Макаров и Елена Серна
- Хозяйки трактира — Татьяна Лютаева и Ольга Гутшмидт-Остроумова
- Приставы — Сергей Якубенко и Ринат Хайруллин
- Народ, интеллигентная семья — Елена Коренева, Наталья Тетенова, Лера Горин
- Народ, рабочая семья — Олег Комаров (отец), Ольга Лапшина (мать), Дмитрий Кондратюк (сын), Артём Кондратюк (внук), Александр Синюков (мужик из рабочей семьи).
- Кирилл Кяро — Курбский
- Владимир Седлецкий — двойник Отрепьева
- Алексей Левшин — Маржерет
- Франц Кох (II) — Вальтер Розен
- Филипп Котов — русский пленник
- Виктор Сердюк — русский солдат
- Бояре — Николай Лазарев, Станислав Павлов, Арман Хачатрян и Сергей Чекрыгин
- Спутницы Басманова — Серафима Низовская и Агнесса Томилина

### В эпизодах
- Елена Сердюкова — Тучкова, няня царевича
- Наталья Маслова — графиня
- Евгений Понасенков — польский князь
- Жанна Воробьёва — светская дама (нет в титрах)
- Денис Ткачёв — 3-й, кавалер (нет в титрах)
- Александр Милосердов
- Владимир Бадов
- Наталия Орлова
- Наталья Павленкова
- Алексей Петрухин
- Александр Кульков
- Татьяна Черномордина
- Нина Фирсова
- Светлана Суханова
- Иван Игнатенко
- Ольга Стрелецкая
- Лада Марис
- Елизавета Олиферова
- Олег Гвоздев
- Ася Чернецкая
- Адальби Шидов
- Марина Кондусова (нет в титрах)

## Съёмочная группа
- Режиссёр — Владимир Мирзоев
- Продюсеры — Наталья Егорова (исполнительный) и Владимир Мирзоев
- Сценарист — Владимир Мирзоев по одноимённой пьесе А. С. Пушкина
- Оператор — Павел Костомаров
- Композиторы — Николай Анохин и Сергей Беляев, Юрий Дементьев и Наиль Курамшин

## Дополнительные факты
- Музыку к фильму написала группа «Second Hand Band». На финальных титрах звучит песня этой группы на стихи Пушкина «Noël» («Ура! в Россию скачет / Кочующий деспо́т»)[1].
- Художник по костюмам для фильма был тот же (Татьяна Галова), что и в фильме «Борис Годунов» Сергея Бондарчука 1986 года[2].
- Хотя в основном актёры произносят в фильме канонический текст Пушкина, в некоторых случаях в него были внесены изменения. Так, в сцене, когда зачитывается описание Отрепьева, выданное приставам, в оригинале идут слова: «А лет ему от роду… 20»; в фильме же говорится «А лет ему от роду… 35» (что больше соответствует возрасту исполнителя роли Отрепьева).

## Отзывы в прессе
Фильм с самого начала вызвал интерес в прессе и интернете. Обозреватель «Российской газеты» Валерий Кичин, пишущий о проблемах культуры, одобрил работу Мирзоева:
Владимир Мирзоев снял для кино «Бориса Годунова», переселив персонажей русской истории в современную Москву — и они там чувствуют себя не хуже, чем в XVI веке. Фильму удалось сомкнуть связь времён. Без швов и зазоров. Стали отчётливо видны дурные, возможно, гибельные закономерности российской истории. А Мирзоеву каким-то образом сделать невозможное: заставить зазвучать с новой силой стих Пушкина среди лимузинов, компьютеров и бассейнов.
Критик Александр Скидан отозвался о фильме следующим образом:
«Борис Годунов» Мирзоева в целом верен оригиналу. Выделяются три мощных актёрских работы — Годунов (Максим Суханов), Гришка Отрепьев (Андрей Мерзликин) и Рузя (Ольга Яковлева). Хороши «лукавый царедворец» Шуйский (Леонид Громов) и рвущийся к широкому «поприщу» Басманов (Пётр Фёдоров). Остальные могли быть и поубедительней, особенно Пимен в исполнении Михаила Козакова, который, увы, переигрывает. Главная же удача фильма — введение в киноткань театрализованных элементов, остраняющих, подрывающих изнутри безусловность «эффекта реальности», «реалистического» изображения событий.

## Номинации
- 2012 — Премия «Ника»:[5]
  - номинация на лучшую мужскую роль — Максим Суханов
  - номинация на лучшую мужскую роль второго плана — Андрей Мерзликин